# Botanic Gardens Park
Botanic Gardens Park är en park i Storbritannien.   Den ligger i Belfast och riksdelen Nordirland, i den västra delen av landet, 500 km nordväst om huvudstaden London. Botanic Gardens Park ligger 21 meter över havet.